# Chłopcy
Chłopcy – piętnasty singel zespołu Myslovitz (trzeci z albumu Miłość w czasach popkultury), wydany w maju 2000. Utwór otrzymał Fryderyka 2000 w kategorii piosenka roku. Została też nagrana wersja z wokalem Muńka Staszczyka, a także wersja anglojęzyczna, która ukazała się na albumie Korova Milky Bar w 2003.

## Lista utworów
- "Chłopcy"  (3:58)
- "Chłopcy" (Muniek)  (3:56)
- "Chłopcy" (Artur / Muniek)  (3:56)
- "Nienawiść" (remix BonAir)  (5:11)